# Diomea rotundata
Diomea rotundata là một loài bướm đêm trong họ Erebidae.